# تاريخ نادي تشيلسي (2022–الحاضر)
توثق هذه المقالة تاريخ نادي تشيلسي لكرة القدم، وهو فريق كرة قدم إنجليزي مقره في فولهام، غرب لندن. للحصول على نظرة عامة على النادي، انظر نادي تشيلسي لكرة القدم

## بداية عصر اتحاد بولي (2022–)
في 7 مايو 2022، أكد نادي تشيلسي لكرة القدم أنه تم الاتفاق على شروط مجموعة ملكية جديدة، بقيادة تود بولي، وكليرليك كابيتال، ومارك والتر، وهانزورج ويس، للاستحواذ على النادي.  في 25 مايو 2022، وافقت الحكومة البريطانية على استحواذ اتحاد الشركات بقيادة تود بولي على نادي تشيلسي مقابل 4.25 مليار جنيه إسترليني.  في 30 مايو 2022، تم الانتهاء من عملية البيع، منهيةً بذلك ملكية أبراموفيتش للنادي التي استمرت لمدة 19 عامًا. 
أعلن الكونسورتيوم بقيادة تود بولي، رئيس مجلس الإدارة والرئيس التنفيذي لشركة إلدريدج إندستريز، وكليرليك كابيتال، عن اكتمال نقل ملكية تشيلسي في 30 مايو 2022.  وضم الكونسورتيوم هانزورج ويس، مؤسس مؤسسة ويس، ومارك والتر، المؤسس المشارك والرئيس التنفيذي لشركة غوغنهايم بارتنرز. والتر وبولي هما مالكا فريق لوس أنجلوس دودجرز، ولوس أنجلوس ليكرز، ولوس أنجلوس سباركس.  حصلت الصفقة على جميع الموافقات اللازمة من حكومتي المملكة المتحدة والبرتغال والدوري الإنجليزي الممتاز والسلطات الأخرى التي ذكرها النادي في بيانه. 
ثم أعلن النادي في 20 يونيو أن بروس باك، الذي شغل منصب الرئيس منذ عام 2003، سيتنحى عن منصبه اعتبارًا من 30 يونيو على الرغم من أنه سيستمر في دعم النادي كمستشار أول.  تبع ذلك إعلان النادي عن رحيل مديرة النادي المخضرمة والمديرة الرياضية الفعلية مارينا غرانوفسكايا في 22 يونيو 2022. 

### توماس توخل
في فترة الانتقالات الصيفية لعام 2022، أنفق تشيلسي أموالاً أكثر في فترة الانتقالات من أي نادٍ آخر في تاريخ الدوري الإنجليزي الممتاز.  أنفق البلوز أكثر من 250 مليون جنيه إسترليني على لاعبين مثل: رحيم ستيرلينغ، مارك كوكورييا، خاليدو كوليبالي، ويسلي فوفانا وبيير إيميريك أوباميانغ.  بعد هزيمة دوري أبطال أوروبا أمام دينامو زغرب، قرر تود بولي إقالة توماس توخل في وقت مبكر من موسم 2022–23.  ذكرت هيئة الإذاعة البريطانية (بي بي سي) أن هناك علاقة غير مستقرة بين بولي وتوخل فيما يتعلق بقرارات الانتقالات. 

### غراهام بوتر
في سبتمبر 2022، قرر تشيلسي تعيين غراهام بوتر مدرباً لنادي برايتون أند هوف ألبيون.  في فترة الانتقالات في يناير، حطم تشيلسي الرقم القياسي البريطاني للانتقالات بتوقيعه مع إينزو فرنانديز مقابل 107 مليون جنيه إسترليني.  من خلال إنفاق أكثر من 300 مليون جنيه إسترليني في فترة الانتقالات الشتوية، أصبحوا أول نادٍ في التاريخ ينفق أكثر من جميع الدوريات الأربع الكبرى مجتمعة.  تم إقالة بوتر لاحقًا في أبريل 2023 مع جلوس النادي في المركز الحادي عشر في الجدول.  طوال الموسم، سجل تشيلسي أقل عدد من الأهداف على الإطلاق وهو 38 هدفًا في الموسم بأكمله وانتهى به الأمر في النصف السفلي من الموسم لأول مرة منذ موسم 1995–96. 

### فرانك لامبارد
في 6 أبريل 2023، عاد فرانك لامبارد إلى تشيلسي بتعيينه مدرباً مؤقتًا حتى نهاية موسم 2022–23، بعد إقالة غراهام بوتر.  انخفض مستوى تشيلسي بعد تولي لامبارد المسؤولية، حيث حقق أول مركز في النصف السفلي من الموسم منذ عام 1996، كما سجل أقل عدد من النقاط والأهداف المسجلة في عصر الدوري الإنجليزي الممتاز.  من حيث نسبة الفوز، كان لدى لامبارد أيضًا أسوأ سجل (9%) بين كل مدربي تشيلسي الذين قادوا 3 مباريات أو أكثر، حيث حقق فوزًا واحدًا فقط في 11 مباراة له في المسؤولية. 

### ماوريسيو بوتشيتينو
في 29 مايو 2023، أُعلن أن ماوريسيو بوتشيتينو سيتولى مهام الإدارة اعتبارًا من 1 يوليو 2023، ليحل محل فرانك لامبارد المؤقت.  قاد بوتشيتينو تشيلسي إلى المركز السادس بعد فوزه في آخر خمس مباريات في موسم 2023–24، مما أكسب النادي تأهلًا إلى الجولة الفاصلة لدوري المؤتمر.  بعد الصدام مع المديرين الرياضيين لورانس ستيوارت وبول وينستانلي حول الاستراتيجية وإدارة الفريق الشاب،     وافق بوتشيتينو على مغادرة النادي في نهاية الموسم.  

### إنزو ماريسكا
في 3 يونيو 2024، تم الإعلان عن إنزو ماريسكا كبديل لبوتشيتينو، ومن المقرر أن يبدأ الإيطالي فترة ولايته كمدرب في 1 يوليو 2024.  وقع ماريسكا عقدًا مدته خمس سنوات مع خيار التمديد لمدة عام آخر.  وسيكون ماريسكا هو المدرب الخامس لتشيلسي تحت قيادة تود بولي الجديد في عامين فقط. حقق تشيلسي بداية قوية نسبيًا لموسم 2024–25 برصيد 22 نقطة في أول 12 مباراة له في الدوري الإنجليزي الممتاز. في 18 أغسطس 2024، انتهت أول مباراة له مع الفريق بهزيمة 0–2 على أرضه أمام مانشستر سيتي حامل اللقب.  وبعد أسبوع، حقق فوزه الأول كمدرب لتشيلسي في الدوري الإنجليزي الممتاز بفوزه الساحق على وولفرهامبتون واندررز بنتيجة 6–2 بفضل ثلاثية من نوني مادويكي وأهداف أخرى سجلها كول بالمر ونيكولاس جاكسون وجواو فيليكس. وحقق الفريق نتائج أفضل في المباريات التالية، بثلاثة انتصارات متتالية على بورنموث ووست هام وبرايتون، وهو ما أدى إلى أفضل بداية له في موسم الدوري الإنجليزي الممتاز منذ عام 2021. ونتيجة لذلك، تم اختيار إنزو ماريسكا كأفضل مدرب في الدوري الإنجليزي الممتاز لشهر سبتمبر 2024.  قاد تشيلسي للفوز بدوري المؤتمر بفوزه 4–1 على ريال بيتيس في موسم 2024–25 في بولندا،  حيث أصبحوا أول فريق يفوز بجميع الكؤوس الأوروبية.  في 13 يوليو 2025، قاد تشيلسي أيضًا للفوز في كأس العالم للأندية 2025، النسخة الأولى من المسابقة الموسعة، عندما ضمن تشيلسي الكأس بفوزه 3–0 على باريس سان جيرمان بطل دوري أبطال أوروبا في النهائي.